# Bệnh X

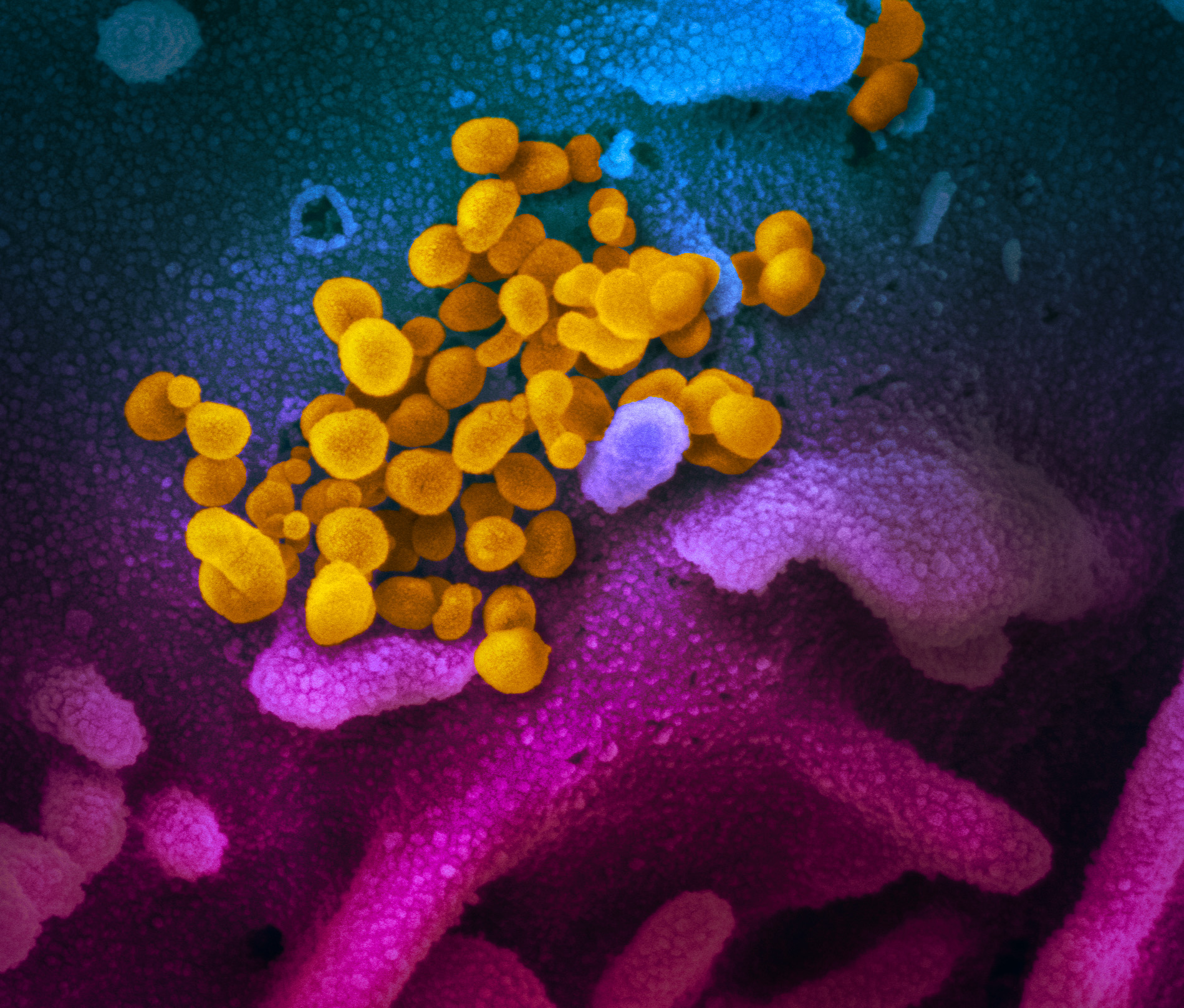
Ảnh chụp kính hiển vi điện tử quét (SEM) của SARS-CoV-2, được suy đoán trong năm 2020 là chủng virus đầu tiên trên thế giới gây ra Bệnh X

Bệnh X là một tên gọi tạm thời được Tổ chức Y tế Thế giới (WHO) sử dụng vào tháng 2 năm 2018 trong danh sách các bệnh cần ưu tiên chiến lược nhằm đại diện cho một mầm bệnh giả định có thể gây ra dịch bệnh trong tương lai. Cái tên tạm thời được sử dụng nhằm đảm bảo các kế hoạch chuẩn bị của WHO có thể được áp dụng một cách linh hoạt với các mầm bệnh chưa từng được biết đến (ví dụ như xây dựng các cơ sở sản xuất vắc-xin có phạm vi nghiên cứu lớn hơn). Giám đốc Viện Dị ứng và Bệnh truyền nhiễm Quốc gia Hoa Kỳ Anthony Fauci cho biết khái niệm Bệnh X được tạo ra nhằm khuyến khích các dự án nghiên cứu của WHO tập trung vào các nhóm virus chung (ví dụ như flavivirus) thay vì chỉ nghiên cứu vào các chủng virus cụ thể (ví dụ như virus Zika), nhờ đó cải thiện khả năng phản ứng của WHO trước các chủng virus mới. Vào năm 2020, nhiều người, trong đó có cả một số cố vấn chuyên gia của WHO, đã suy đoán rằng COVID-19, căn bệnh gây ra do chủng virus SARS-CoV-2, có đầy đủ những yếu tố để trở thành căn bệnh X đầu tiên.

## Cơ sở

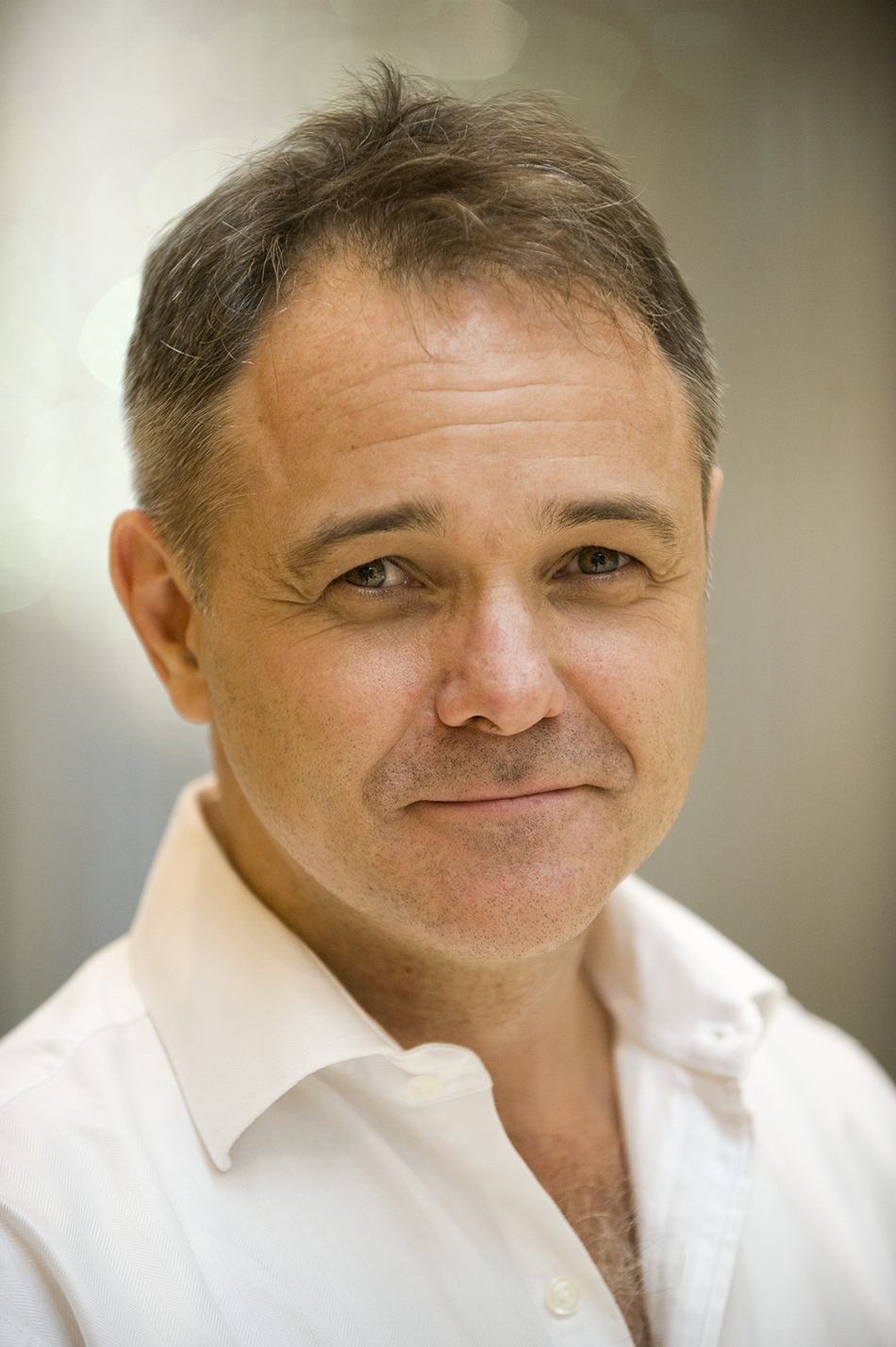
Jeremy Farrar, Chủ tịch Nhóm Cố vấn khoa học cho Chiến lược Nghiên cứu & Phát triển của WHO

Vào tháng 5 năm 2015, trong quá trình chuẩn bị đại dịch trước COVID-19, các tổ chức thành viên của WHO đề xuất cần có một "bản chiến lược hành động nhằm ngăn chặn dịch bệnh" với mục tiêu tiết kiệm khoảng thời gian từ khi phát hiện bệnh bùng phát cho tới khi các loại vắc-xin/thuốc điều trị được cấp phép sử dụng, ngăn chặn các đợt bùng phát dịch có thể trở thành "tình huống khẩn cấp về y tế công cộng". Đối tượng mà bản kế hoạch này nhắm tới là các bệnh truyền nhiễm mới nổi (EID) thuộc hàng nguy hiểm nhất nhưng cũng có một vài biện pháp phòng ngừa hiệu quả. Một nhóm các chuyên gia toàn cầu với tên gọi "Nhóm Cố vấn khoa học cho Chiến lược Nghiên cứu & Phát triển" đã được WHO tập hợp nhằm lên một bản danh sách rút gọn khoảng gần 10 "bệnh cần ưu tiên chiến lược".
Kể từ năm 2015, bản danh sách rút gọn với gần 10 căn bệnh truyền nhiễm mới nổi đã được cập nhật hàng năm và liên tục có những cái tên quen thuộc như Ebola, Zika và SARS (các bệnh có thể gây dịch quy mô lớn), đồng thời cũng có những căn bệnh có tên gọi cụ thể hơn về mặt địa lý như sốt Lassa, virus Marburg, sốt thung lũng Rift và virus Nipah.
Vào tháng 3 năm 2018, sau cuộc họp "Chiến lược Nghiên cứu & Phát triển 2018" tại Genève, WHO đưa cái tên giữ chỗ "Bệnh X" vào bản danh sách rút gọn nhằm đại diện cho một mầm bệnh "chưa biết nhưng có thể tập trung giải quyết được". Khái niệm Bệnh X được đưa ra nhằm thừa nhận khả năng một mầm bệnh chưa từng được biết tới có thể gây ra dịch bệnh trong tương lai, đồng thời thúc đẩy WHO đảm bảo các kế hoạch và khả năng ứng phó của tổ chức này đủ linh hoạt để có thể thích nghi với những tình huống như vậy.
Trong thông báo cập nhật danh sách rút gọn các bệnh cần ưu tiên chiến lược năm 2018, WHO cho biết: "Bệnh X đại diện cho sự nhận biết rằng một dịch bệnh nghiêm trọng trên quy mô toàn cầu có thể xảy ra do một mầm bệnh mà hiện tại chưa được biết tới là gây bệnh trên người". John-Arne Røttingen, một thành viên của Nhóm Cố vấn đặc biệt cho Chiến lược Nghiên cứu & Phát triển, đã phát biểu rằng: "Lịch sử đã cho chúng ta thấy đợt dịch lớn tiếp theo nhiều khả năng sẽ diễn ra với quy mô mà chúng ta chưa từng được chứng kiến", "Việc bổ sung một căn bệnh 'X' nghe có vẻ kỳ lạ, nhưng mục đích chính là để đảm bảo chúng ta có thể chuẩn bị và lên kế hoạch một cách linh hoạt về mặt sản xuất vắc-xin hay các xét nghiệm chẩn đoán. Chúng ta muốn thấy các nền tảng theo kiểu 'cắm là chạy' được phát triển nhằm đáp ứng với bất kỳ hay nhiều loại bệnh khác nhau; những hệ thống cho phép chúng ta nhanh chóng có thể đưa ra biện pháp phòng chống". Chuyên gia Hoa Kỳ Anthony Fauci thì cho rằng: "WHO nhận ra rằng họ cần phải 'hành động nhanh chóng' và để làm được điều đó thì phải tạo ra các công nghệ nền tảng", và để phát triển các nền tảng như vậy, WHO cần tập trung nghiên cứu vào các nhóm virus, đặc biệt là các flavivirus. Ông nói thêm: "Nếu có được những hiểu biết về sự tương đồng giữa các loại virus này, chúng ta có thể phản ứng nhanh hơn".

## Áp dụng
Jonathan D. Quick, tác giả cuốn sách The End of Epidemics (Kết thúc dịch bệnh), gọi quyết định đưa ra khái niệm Bệnh X là hành động "khôn ngoan trong việc truyền thông nguy cơ", đồng thời cho rằng "sự hỗn loạn và tự mãn là những đặc trưng trong phản ứng của thế giới trước các bệnh truyền nhiễm, trong đó thái độ tự mãn đang có xu hướng gia tăng". Tạp chí Women's Health thì viết rằng việc giới thiệu thuật ngữ mới này "có vẻ là một bước đi không hay ho gì nhằm tạo ra sự hoảng loạn" nhưng mục đích thực sự của nó là để "khiến cho mọi người luôn đề cao cảnh giác".
CEO của Liên minh Đổi mới sáng tạo Sẵn sàng cho Dịch bệnh (CEPI) Richard Hatchett nêu ý kiến rằng: "Nghe có vẻ giống khoa học viễn tưởng, nhưng Bệnh X là thứ mà chúng ta phải chuẩn bị đối phó"; ông lấy dẫn chứng rằng mặc dù chúng ta đã kiểm soát thành công đợt dịch Ebola bùng phát tại Tây Phi vào năm 2014, nhiều biến thể của virus này đã quay trở lại vào năm 2018. Vào tháng 2 năm 2019, CEPI tuyên bố tài trợ 34 triệu USD cho hãng dược phẩm sinh học Đức CureVac nhằm phát triển một loại "Máy in RNA nguyên mẫu" mà CEPI cho rằng có thể giúp "sẵn sàng phản ứng nhanh chóng trước các mầm bệnh mà ta chưa thể xác định (Bệnh X)".
Những nỗ lực tương tự cũng đã được thực hiện bởi Cơ quan Phát triển Quốc tế Hoa Kỳ (USAID) thông qua chương trình PREDICT của tổ chức này, với mục đích xây dựng một hệ thống cảnh báo sớm đại dịch bằng cách truy tìm nguồn gốc và nghiên cứu các loại virus trên động vật ở những "điểm nóng" về tiếp xúc người-động vật..
Vào tháng 9 năm 2019, The Daily Telegraph đưa tin Cơ quan Y tế Công cộng Anh (PHE) bắt đầu thực hiện cuộc điều tra nhằm xác định một Bệnh X tiềm tàng có khả năng bùng phát tại Anh trong số nhiều căn bệnh đã xuất hiện trong hệ thống y tế của nước này; bài viết chỉ ra rằng trong vòng một thập kỷ qua, PHE đã ghi nhận 12 căn bệnh/chủng virus mới.
Vào tháng 10 năm 2019, Chương trình Tình trạng Khẩn cấp Y tế của WHO đã thực hiện một "cuộc diễn tập Bệnh X" tại New York, trong đó mô phỏng một đại dịch toàn cầu do Bệnh X gây ra. Cuộc diễn tập có tổng cộng 150 đơn vị tham gia, bao gồm nhiều cơ quan y tế và hệ thống y tế công cộng trên thế giới. Sự kiện được tổ chức nhằm tạo cơ hội cho các tổ chức có thể chia sẻ kinh nghiệm và chuẩn bị ứng phó tốt hơn trước các tình huống cấp bách như vậy có thể xảy ra trong tương lai.
Vào tháng 3 năm 2020, The Lancet Infectious Diseases đã xuất bản một bài viết mang tựa đề "Bệnh X: đẩy nhanh xây dựng các biện pháp y tế nhằm đối phó với đại dịch tiếp theo", trong đó mở rộng thêm thuật ngữ Mầm bệnh X (mầm bệnh gây ra Bệnh X), đồng thời xác định các trọng tâm trong phát triển sản phẩm mới và phối hợp quốc tế có thể giúp chiến đấu trước bất cứ căn bệnh X nào trong tương lai.
Vào tháng 4 năm 2020, The Daily Telegraph mô tả remdesivir, một loại thuốc đang được thử nghiệm để điều trị bệnh nhân COVID-19, là loại thuốc kháng virus mà Gilead Sciences đã bắt đầu nghiên cứu từ một thập kỷ trước đó nhằm đối phó với một căn bệnh X trong tương lai.

## Ứng viên

### Các virus từ động vật
Khi bổ sung tên gọi Bệnh X vào năm 2018, WHO cho biết căn bệnh này có thể tới từ nhiều nguồn khác nhau như sốt xuất huyết hay gần đây nhất là nhiễm enterovirus không phải bại liệt. Tuy nhiên, Røttingen dự đoán rằng Bệnh X nhiều khả năng sẽ xuất hiện do lây truyền từ động vật (một loại virus ở động vật lây sang người), đồng thời cho rằng: "Đây là một quá trình tự nhiên và điều quan trọng là chúng ta cần phải nhận thức và chuẩn bị cho điều này. Đó có lẽ sẽ là nguy cơ lớn nhất". Giáo sư Marion Koopmans, cố vấn đặc biệt của WHO, cũng lưu ý rằng tỷ lệ xuất hiện các bệnh lây truyền từ động vật đang gia tăng: "Thế giới càng phát triển thì sự tiếp xúc giữa con người và động vật ngày càng tăng. Điều đó khiến các căn bệnh mới có nhiều khả năng xuất hiện hơn, đồng thời việc đi lại và giao thương hiện nay cũng khiến bệnh dễ lây lan hơn".

#### H7N9 (2018)
Vào năm 2018, một chủng mới của virus "cúm gia cầm" H7N9, với tỷ lệ tử vong lên tới 38%, đã được một số tổ chức y tế quốc tế (ngoại trừ WHO và nhóm Chiến lược Nghiên cứu & Phát triển) ví như căn bệnh X. Trung Quốc khi đó đã không chia sẻ các mẫu virus của chủng H7N9 mới này. Tuy nhiên, nước này cuối cùng đã kiểm soát được dịch và tình hình đã dần ổn định.

#### COVID-19 (2019–nay)

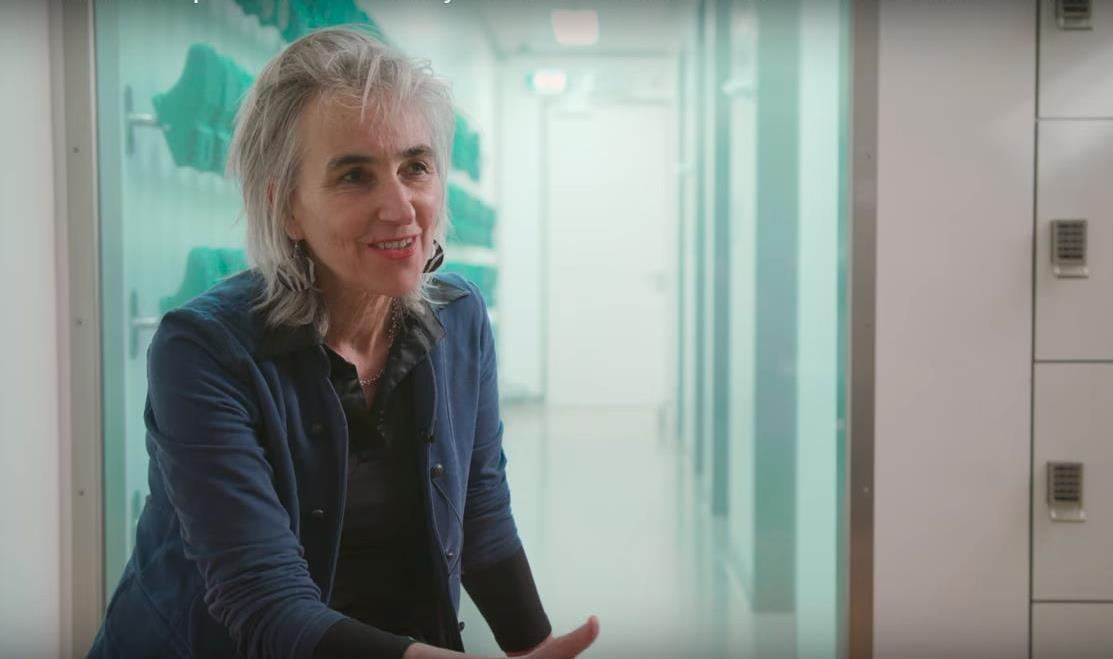
Marion Koopmans, thành viên nhóm Cố vấn đặc biệt cho Chiến lược Nghiên cứu & Phát triển của WHO

Kể từ khi bắt đầu đại dịch COVID-19, nhiều chuyên gia đã đưa ra những dự đoán rằng liệu COVID-19 có hội đủ những yếu tố để trở thành một căn bệnh X hay không. Vào đầu tháng 2 năm 2020, nhà virus học Trung Quốc Thạch Chính Lệ của Viện Virus học Vũ Hán đã viết rằng căn bệnh X đầu tiên bắt nguồn từ một coronavirus. Cuối tháng đó, Marion Koopmans, Trưởng khoa Virus học tại Trung tâm Y tế Đại học Erasmus, Rotterdam, đồng thời cũng là thành viên của Nhóm Cố vấn đặc biệt cho Chiến lược Nghiên cứu & Phát triển của WHO, đã viết trên tạp chí khoa học Cell rằng: "Cho dù có được khống chế hay không, đợt bùng phát này đang nhanh chóng trở thành thử thách đại dịch thực sự đầu tiên phù hợp với tiêu chí của bệnh X". Cùng lúc đó, Peter Daszak, cũng là thành viên của nhóm Chiến lược Nghiên cứu & Phát triển WHO, đã có bài nêu ý kiến trên The New York Times cho rằng: "Nói ngắn gọn thì COVID-19 là Bệnh X".

### Virus tổng hợp / vũ khí sinh học
Khi bản danh sách rút gọn các bệnh cần ưu tiên chiến lược được cập nhật vào năm 2018, truyền thông đã đưa ra phỏng đoán rằng một căn bệnh X trong tương lai có thể sẽ được chủ ý tạo ra để sử dụng làm vũ khí sinh học. Vào năm 2018, Røttingen đã được hỏi về khả năng Bệnh X có thể xuất hiện nhờ công nghệ chỉnh sửa gen để tạo ra các virus tổng hợp (ví dụ như việc tổng hợp thành công Orthopoxvirus vào năm 2017 tại Canada), sau đó có thể bị phát tán ra ngoài do tai nạn hoặc thậm chí là khủng bố. Røttingen cho rằng ít có khả năng một căn bệnh X trong tương lai có thể xuất phát từ virus tổng hợp hay vũ khí sinh học. Tuy nhiên, ông cũng chú ý về mức độ nghiêm trọng nếu xảy ra sự việc như vậy: "Sinh học tổng hợp mở ra khả năng tạo nên những chủng virus chết người mới. Đây cũng là trường hợp mà chúng ta không có được sự phản kháng nào khi xuất hiện một căn bệnh mới, và điều đó có nghĩa là nó có thể lây lan nhanh".

### Vi khuẩn
Vào tháng 9 năm 2019, Cơ quan Y tế Công cộng Anh (PHE) báo cáo rằng sự gia tăng của các vi khuẩn kháng thuốc kháng sinh, kể cả với các loại kháng sinh chỉ dùng "khi không còn lựa chọn nào khác" như carbapenem và colistin, cũng có thể trở thành Bệnh X tiềm tàng, với dẫn chứng là tình trạng kháng thuốc của vi khuẩn gây bệnh lậu.

## Trong văn hóa đại chúng
Vào năm 2018, nhân dịp 100 năm đại dịch cúm Tây Ban Nha 1918, Bảo tàng London đã tổ chức một buổi triển lãm mang tựa đề "Disease X: London's next epidemic?" (Bệnh X: dịch bệnh tiếp theo của London?).
Thuật ngữ Bệnh X cũng xuất hiện trên tựa đề của một số cuốn sách viễn tưởng có nội dung về các đại dịch toàn cầu, như Disease  (2020), hay Disease X: The Outbreak (2019).